# Wylie Gustafson

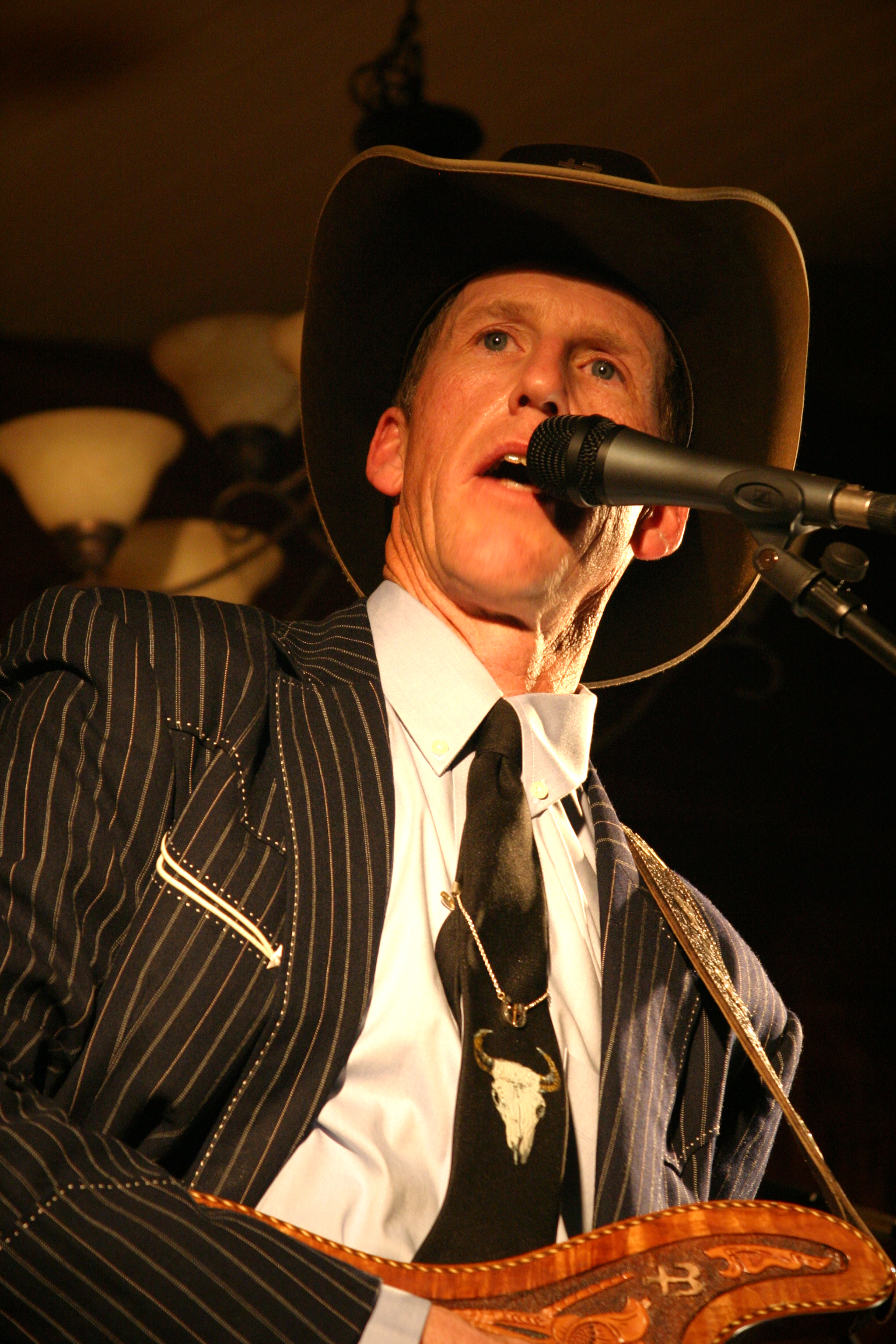
Wylie Gustafson, April 2007

Wylie Galt Gustafson (* 7. Juni 1961 in Conrad, Montana, USA) ist ein US-amerikanischer Country und Western-Musiker.

## Leben
Gustafson tritt unter seinem Künstlernamen Wylie & the Wild West seit 1989 sowohl solo, als Trio oder als Band mit wechselnder Besetzung auf. Als Vorbilder nennt Gustafson The Sons of the Pioneers, Marty Robbins und Gene Autry. Im Oktober 2007 veröffentlichte der Sänger ein Buch über das traditionelle Jodeln. 1996 konnte er einen Plattenvertrag bei Rounder Records unterzeichnen. Der Musiker lebt mit seiner Frau Kimberly auf seiner Farm in La Crosse (Washington).
Als erfahrener Westernreiter stand er bereits mehrfach im Finale der National Cutting Horse Association (NCHA) Western National. Als erster Amateur errang Gustafson 2016 mit seinem Wallach Irish Whiskey Sugar 216 Punkte und gewann damit in der Non Pro Klasse $20.000 beim Cutting im Turnier der NCHA crowns Western National Champions.
Seine ältere Schwester Kristen Juras ist seit Januar 2021 republikanische Vizegouverneurin von Montana.

## Diskografie
Alben
- 1992: Wylie & the Wild West Show
- 1994: Get Wild
- 1996: Cattle Call
- 1996: Way Out West
- 1998: Total Yodel
- 2000: Ridin' The Hi-Line
- 2001: Paradise
- 2002: Glory Trail
- 2004: Hooves Of The Horses
- 2005: Live At The Tractor
- 2006: Cowboy Ballads And Dance Songs
- 2007: Bucking Horse Moon
- 2007: Christmas for Cowboys
- 2008: Yodel Boogie!
- 2009: Hang-N-Rattle
- 2010: Unwired – Western Jubilee Warehouse Live
- 2011: Rocketbuster
- 2011: Raven On The Wind
- 2012: Sky Tones: Songs Of Montana
- 2014: Relic
- 2014: Song Of The Horse
- 2017: 2000 Miles From Nashville
- 2018: Cowboy Vernacular
- 2022: Bunchgrass

Singles
- 1997: Girl On The Billboard

## Auszeichnungen
- Academy of Western Artists: 2004, 2005 Western Music Yodeler of the Year, 2005 Western Music Group of the Year, 2006 Best Western Swing Album, 2008 Western SwingDuo / Group of the Year[5]
- Western Music Association: 2005 Group of the Year, 2006, 2008 Western Swing Album of the Year[6]
- Western Writers of America: Best Western Song 2010[7]
- 2019 wurde Gustafson in die Montana Cowboy Hall of Fame aufgenommen.[8]